# Cryptophyllaspis
Cryptophyllaspis är ett släkte av insekter. Cryptophyllaspis ingår i familjen pansarsköldlöss.
Kladogram enligt Catalogue of Life:
| Cryptophyllaspis | \| \| Cryptophyllaspis bornmuelleri \| \| \| \| \| \| Cryptophyllaspis elongata \| \| \| \| \| \| Cryptophyllaspis occulta \| \| \| \| |
|                  | \| \| Cryptophyllaspis bornmuelleri \| \| \| \| \| \| Cryptophyllaspis elongata \| \| \| \| \| \| Cryptophyllaspis occulta \| \| \| \| |
|                  | Cryptophyllaspis bornmuelleri |
|                  | |
|                  | Cryptophyllaspis elongata |
|                  | |
|                  | Cryptophyllaspis occulta |
|                  | |